# Kaira
Kaira là một chi nhện trong họ Araneidae.